# Elementy mechaniki budowli
Mechanika budowli jest dyscypliną zajmującą się analizą i obliczaniem konstrukcji budowlanych złożonych z elementów prętowych i dźwigarów powierzchniowych. Dzieli się ona na trzy główne działy: statykę, dynamikę i stateczność tych konstrukcji.
- Statyka zajmuje się[1] obliczaniem sił wewnętrznych powstałych w wyniku statycznego działania obciążeń zewnętrznych na poszczególne elementy konstrukcyjne. Przykładami obciążeń statycznych mogą być siły ciężkości materiałów spoczywających w magazynach, ciężar śniegu, ciężar własny konstrukcji, parcie spoczynkowe cieczy w zbiornikach itp. Również działanie wiatru uwzględniane jest w sposób statyczny przez wprowadzenie odpowiednich współczynników uwzględniających kształty budowli oraz strefy regionalne.

- Dynamika przy obliczaniu sił wewnętrznych, uwzględnia działanie obciążeń zmiennych w czasie oraz sił bezwładności, jakie występują na skutek ruchów konstrukcji i jej elementów[2]. Najczęściej występującymi obciążeniami dynamicznymi są oddziaływania maszyn i urządzeń na stropy hal przemysłowych, obciążenia mostów poruszającymi się pojazdami, rytmiczne ruchy tancerzy w salach balowych itp. W praktycznych obliczeniach inżynierskich obciążenia dynamiczne sprowadza się najczęściej do obciążeń statycznych, ale przemnożonych przez odpowiednio duży tzw. współczynnik dynamiczny. Współczynnik ten ma symulować efekty działania sił bezwładności, które są trudne do uwzględnienia w praktyce projektowej. W praktyce tej można jedynie próbować unikać efektów rezonansowych.

- Stateczność bada trwałość równowagi statycznej konstrukcji i określa obciążenia krytyczne, przy osiągnięciu których ta trwałość zostaje naruszona[3]. Przekroczeniu tych obciążeń towarzyszy wystąpienie dodatkowych przemieszczeń w konstrukcji, jakościowo różnych od tych, jakie występowały w stanie przed krytycznym. Mówimy wtedy o utracie stateczności konstrukcji, której przeważnie towarzyszy jej lokalne zniszczenie albo katastrofa.

Strukturę konstrukcji budowlanych złożonych z samych prętów (kraty, ramy, łuki, ruszty) jednoznacznie opisują ich siatki prętów płaskie lub przestrzenne. Najbardziej znanymi i najczęściej stosowanymi metodami obliczeniowymi takich konstrukcji są: metoda przemieszczeń i metoda sił. Ta pierwsza, wraz z jej uogólnieniami, stanowi podstawę większości współczesnych programów komputerowych.
Konstrukcje powierzchniowe muszą być obliczane z wykorzystaniem metod teorii sprężystości. Przykładami takich konstrukcji mogą być baterie silosów, przekrycia przestrzeni użytkowych (np. opera w Sydney) itp.
W przypadku, gdy konstrukcja składa się równocześnie z elementów prętowych i powierzchniowych, najczęściej dokonuje się dekompozycji tak, aby można było różne elementy obliczać niezależnie od siebie.